# Directive sur la distribution d'assurance
La Directive sur la distribution d'assurance (DDA) est un acte communautaire adopté le 20 janvier 2016 par le Parlement européen et le Conseil de l'Union européenne visant à harmoniser la distribution des produits d'assurance au sein de l'Espace économique européen. Elle abroge la Directive sur l'intermédiation en assurance, texte européen en vigueur depuis 2002. La date limite de sa transposition aux droits nationaux des États membres fut fixée au 1er octobre 2018. Néanmoins, un délai fut accordé jusqu'au 23 février 2019 pour certaines dispositions. 

## Objectifs de la DDA
Les objectifs principaux de ce texte européen sont la professionnalisation des acteurs de la distribution d'assurance, l'harmonisation des pratiques propres à la distribution d'assurance et la protection du consommateur dans l'espace économique européen. La DDA impose de nouvelles règles en matière de transparence vis-à-vis du public, de nouvelles exigences professionnelles, et de gouvernance des produits. 

## Nouvelles règles imposées par la DDA

### Transparence des distributeurs
La DDA  oblige les distributeurs à plus de transparence. Depuis sa mise en application, le statut de la personne qui vend le produit d'assurance ainsi que la nature de sa rémunération doivent être clarifiés. Les intermédiaires actionnaires d’entreprises assurance à plus de 10 % doivent signaler ce point afin de prévenir tout conflit d’intérêts. 

### Information et devoir de conseil
La DDA impose pour chaque produit d'assurance un document d'information sur le produit d'assurance (DIPA). Il s'agit d'un document normalisé synthétisant sur deux pages maximum les principales informations du contrat : type d’assurance, résumé de la couverture, zone de couverture, exclusions, obligations, modalités de paiement, durée du contrat, modalités de résiliation. Ce document doit désormais être présenté avant la conclusion de chaque contrat.
La DDA instaure également au niveau européen un devoir de conseil formalisé en quatre étapes clés : La collecte des exigences et besoin du prospect, la sélection des produits correspondant à ces besoins, la présentation des produits correspondant, et la remise des éléments d’information associés.
La DDA confère aux distributeurs de produits d'assurance la conservation de la preuve assurant que le devoir de conseil a bien été formalisé.

### Formation professionnelle
La DDA prévoit la professionnalisation du secteur par l'obligation d'une formation professionnelle de 15 heures par an pour les acteurs de la distribution, à l'exception des intermédiaires en produit d'assurance à titre accessoire qui ne sont pas concernés par cette mesure.

### Surveillance et gouvernance des produits
Pour chaque produit d'assurance, les concepteurs doivent mettre en place une politique de gouvernance et de surveillance des produits. L'objectif de cette mesure est d'inciter les assureurs, mutuelles, institutions de prévoyance ainsi que les bancassureurs à structurer la conception, la distribution, et le pilotage de leurs produits d'assurance. La DDA leur impose d’être garants de l’adéquation du produit et de ses cycles de distribution. La gouvernance des produits passe par la définition d'un marché cible lors de la conception du produit qui implique la réalisation d'un test du produit, par la mise à disposition de tout renseignement utile lors de la distribution du produit, et par un examen régulier de l'adéquation du produit lors de son suivi (comité produits, reporting, etc).

### Vente croisée
La DDA introduit de nouvelles règles sur la vente croisée. Lorsqu'un produit d'assurance est un produit accessoire à un bien ou à un service, le client doit avoir la possibilité d'acheter le bien ou le service séparément. Lorsqu'un produit d'assurance est le produit principal, vendu avec un produit ou un service accessoire qui n'est pas une assurance, le distributeur doit indiquer au client qu'il est possible d'acheter séparément les diverses composantes.  

## En France
En France, la Directive sur la distribution d'assurance a été transposé au droit national par l’ordonnance no 2018-36 du 16 mai 2018 et le décret no 2018-431 du 1er juin 2018.